# Historische wijnkelder van de hospices van Straatsburg

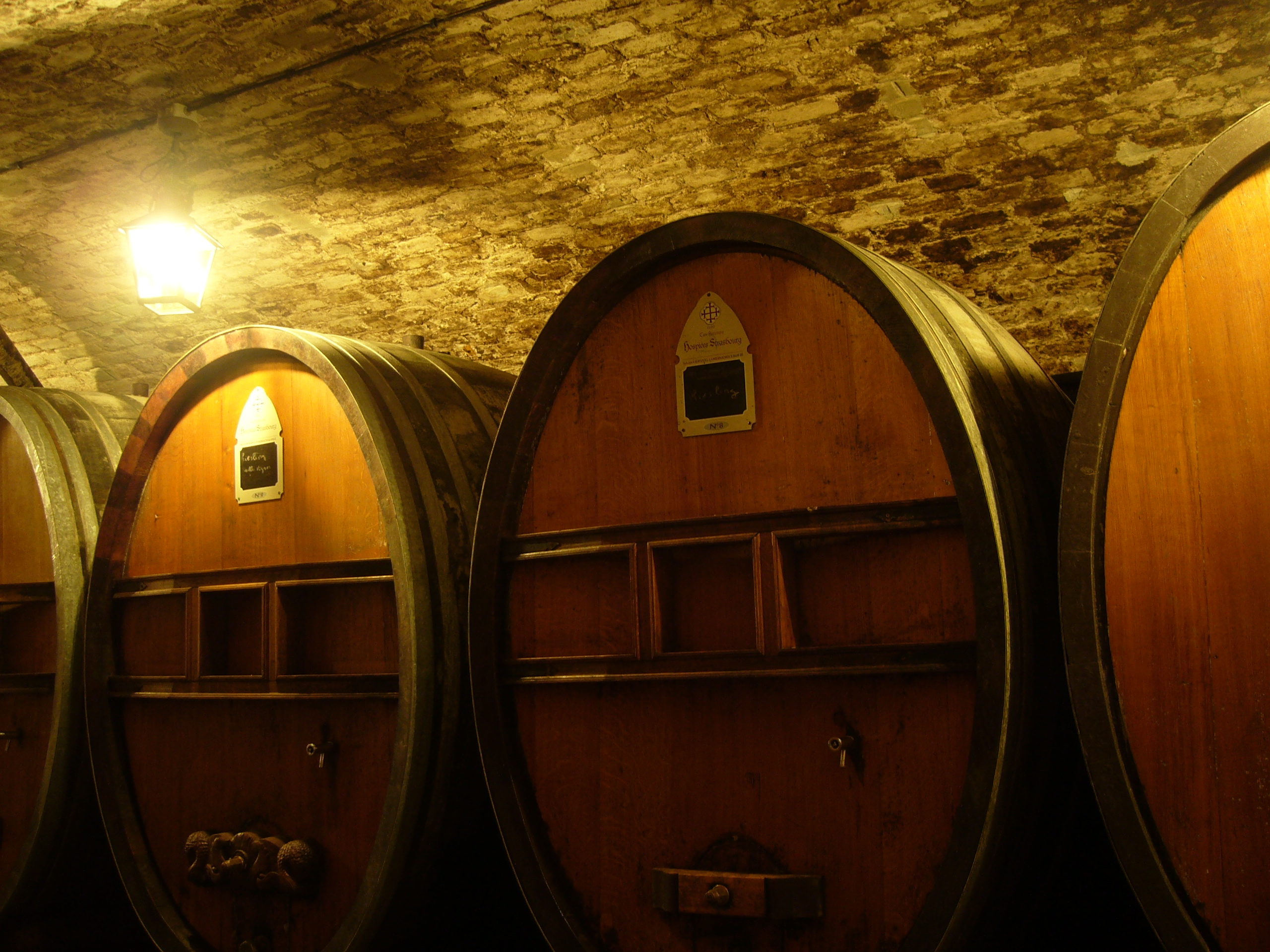
De historische wijnkelder van de hospices van Straatsburg

De historische wijnkelder van de hospices van Straatsburg (Frans: Cave historique des Hospices de Strasbourg) is een wijnkelder in het Franse Straatsburg. De kelder bevindt zich onder het Hôpital civil. 
De kelder werd voor het eerst gebruikt in 1395. Er werd wijn en graan in opgeslagen. Het hospitaal kreeg in de loop der eeuwen stukken (wijnbouw)land en wijn van schenkers en patiënten; wijn werd voor de medicalisering ook aan patiënten gegeven. In 1994 stopte de activiteit in de wijnkelder; in 1997 besloten Elzasser wijnmakers er hun wijnen te bewaren.
De kelder telt een vijftigtal vaten. Het oudste vat dateert uit 1472 en bevat de oudste witte wijn op vat ter wereld. Die wijn werd slechts drie keer geschonken: in 1576 aan bezoekers uit Zurich, in 1718 ter viering van het herbouwde hoofdgebouw en in 1944 aan generaal Philippe Leclerc de Hauteclocque, de bevrijder van Straatsburg.